# The Sun
The Sun – poranny dziennik brytyjski, utworzony w 1964 roku w Londynie przez koncern prasowy C. Kinga, jako następca dziennika Daily Herald; obecnie własność News UK, filii News Corp Ruperta Murdocha.
Pismo ma charakter bulwarowy (duży udział tematyki sportowej i sensacyjnej) i cieszy się najwyższym nakładem wśród codziennej prasy anglojęzycznej na świecie – w połowie 2004 r. ok. 3,4 mln egzemplarzy.
The Sun założono w 1964 r. jako następcę Daily Herald, lewicowego dziennika, który Mirror Group Newspapers odkupił od Odhams Press i TUC. Zmiany niewiele pomogły w sprzedaży i w 1969 r. gazetę sprzedano Murdochowi. Ten zmienił ją w tabloid.
Dziennik spopularyzowano, obniżając znacznie jego poziom, co podniosło sprzedaż. Szczególny wpływ miała na to tzw. dziewczyna z trzeciej strony. W pierwszą rocznicę dziennika w 1970 r. zmieniono artystyczny akt kobiecy, który tam zamieszczano, na fotografię dziewczyny topless.
Do wyborów w 1974 r. dziennik nominalnie popierał Partię Pracy. Tego roku jego stanowisko wobec laburzystów było niesprecyzowane, zaś w wyborach parlamentarnych 1979 roku udzielił pełnego poparcia Margaret Thatcher i Konserwatystom, które to podtrzymywał przez 11 lat jej rządów.
W na początku lat 70. The Sun przynosił bardzo duże zyski, co pozwoliło Murdochowi rozszerzyć jego sprzedaż na USA (1973).
Artykuły w latach 80. o imprezach Acid house doprowadziły do zwalczania imprez przez organy ścigania, w efekcie doprowadzając do delegalizacji rodzącej się wówczas sceny Rave.
The Sun został potępiony za artykuł z 1989 r. dotyczący katastrofy na stadionie Hillsborough w Sheffield, kiedy to wydrukowane zostały bezpodstawne zarzuty przeciwko kibicom Liverpoolu; jak się później okazało – nieprawdziwe. Wywołało to bojkot The Sun w Liverpoolu. The Sun wydrukował pełnostronicowe „przeprosiny” 7 czerwca 2004 r., 15 lat po katastrofie, które zostały skrytykowane przez środowisko dziennikarskie i wielu Anglików jako samolubne i nieszczere.
Profil polityczny The Sun jest populistyczno-prawicowy, eurosceptyczny i konserwatywny, jednak w kolejnych wyborach (1997, 2001, 2005) dziennik popierał tzw. Nową Partię Pracy pod przywództwem Tony’ego Blaira. W wyborach 2010 roku ponownie przerzucił swoje poparcie na Partię Konserwatywną.
W 2011 Gordon Brown zarzucił gazecie, że w nielegalny sposób wszedł w posiadanie dokumentów medycznych odnoszących się do choroby jego syna Fergusa.
Obecnym redaktorem naczelnym jest Dominic Mohan, który zastąpił Rebekhę Brooks, kiedy ta awansowała na stanowisko dyrektora wydawnictwa News International.
16 stycznia 2015 roku na trzeciej stronie zaprzestano umieszczania zdjęć modelek, o taką decyzję walczyły feministki. Trzy dni później zdjęcia powróciły.
Inne brytyjskie gazety o podobnym profilu to: Daily Mail, Daily Express, Daily Star i Daily Sport.

## Redaktorzy naczelni dziennika
- Kelvin MacKenzie (1981–1994)
- Stuart Higgins (1994–1998)
- David Yelland (1998–2003)
- Rebekah Brooks (2003–2009)
- Dominic Mohan (2009-)